# Spomenik domovini
Spomenik domovini središnji je hrvatski spomenik žrtvama i pobjedi u Domovinskom ratu, te hrvatskoj državi.

## Povijest
Autor idejnog rješenja je arhitekt Nenad Fabijanić. Kamen temeljac spomenika postavljen je 23. rujna 2019., a svečano je otkriven 10. prosinca 2020. godine. Spomenik je ishodišna dionica reprezentativne urbanističke osovine, nastavka istočnog kraka povijesne Zelene potkove. Osovina se nastavlja južno od Ulice grada Vukovara, duž Ulice Hrvatske bratske zajednice, s monumentalnom zgradom Nacionalne i sveučilišne knjižnice te središnjim hortikulturno uređenim potezom sa slijedom fontana.

## Spomenik
Spomenik se sastoji od nekoliko dijelova. Od sjevera prema jugu poredani su: Oltar-menza s vječnim plamenom i Portal-paviljon, povezani u cjelinu opločenom platformom, te Zid boli. Zidovi od guste živice šimšira bočno uokviruju kompoziciju i travnjak.
Zid boli nadahnut je izvornim Zidom boli, nastalim tijekom Domovinskog rata na Selskoj cesti u Zagrebu. Sastojao se od 13.600 crvenih i crnih opeka s imenima poginulih branitelja, a srušen je 1993. godine. Kao znak sjećanja i štovanja njegovih anonimnih autora, Zid boli je ovdje postavljen kao središnji hrvatski spomenik žrtvama rata i pobjedi, odnosno hrvatskoj državi, kao njihovom ostvarenju. Oblikovan je od prozirnih opeka od visoko vrijednog stakla, koje je dizajnirao Jeronim Tišljar. Zid simbolizira svjetlo koje spaja prošlost – smisao i veličinu žrtve, te budućnost društva, i države, omogućene žrtvom i pobjedom. Simboliku svjetla upotpunjuje i pojačava simbolika vode koja upućuje na jasnoću i bistrinu. Zid boli predstavlja sveopću i svevremensku poruku humanosti, nade i optimizma.

## Povezano
- Oltar domovine
- Glas hrvatske žrtve – Zid boli

## Vanjske poveznice
Mrežna mjesta
- Spomenik domovini, na službenim stranicama Grada Zagreba
- Feđa Gavrilović, Spasite Zagreb od ‘Spomenika domovini’ Nenada Fabijanića: to je smiješni podbačaj, nalik nadstrešnici pred kockarnicom  Arhivirana inačica izvorne stranice od 28. prosinca 2021. (Wayback Machine), arteist.hr, 9. lipnja 2017.
- Petra Miočić, Spomenik domovini u očima struke, Vijenac 702/2021.